# Rối loạn tic
Rối loạn tic được định nghĩa trong Cẩm nang Chẩn đoán và Thống kê Rối loạn Tâm thần (DSM) dựa trên loại (tic vận động hoặc tic âm thanh) và thời gian của tic (chuyển động đột ngột, nhanh chóng, không theo nhịp điệu). Rối loạn tic được Tổ chức Y tế Thế giới định nghĩa tương tự trong bảng mã ICD-10.

## Phân loại

### DSM-5
Bản sửa đổi lần thứ năm của Cẩm nang Chẩn đoán và Thống kê Rối loạn Tâm thần (DSM-5) xuất bản vào tháng 5 năm 2013 phân loại hội chứng Tourette và rối loạn tic là các rối loạn vận động được liệt kê trong danh mục rối loạn phát triển thần kinh.
Mã DSM-5 phân loại rối loạn tic theo thứ tự mức độ nghiêm trọng tăng dần:
- 307.20 Rối loạn tic biệt định khác (nêu cụ thể lý do)
- 307.20 Rối loạn tic không biệt định
- 307.21 Rối loạn tic nhất thời
- 307.22 Rối loạn tic vận động hoặc tic lời nói mạn tính (nêu cụ thể tic vận động hay là tic âm thanh)
- 307.23 Hội chứng Tourette

Rối loạn phối hợp phát triển và rối loạn vận động rập khuôn cũng được xếp vào nhóm rối loạn vận động.

### ICD-10
Mã chẩn đoán ICD-10 là:
| F95.0 | Rối loạn Tic nhất thời                                                        | Hội đủ các tiêu chuẩn chung của một rối loạn Tic nhưng thời gian của nó không kéo dài hơn 12 tháng, Tic thường có dạng giật mắt, nhăn mặt | F95.1 | Rối loạn Tic vận động hoặc lời nói mạn tính | Đáp ứng các tiêu chuẩn chung của rối loạn tic trong đó có tic vận động hay âm thanh (nhưng không có cả hai), có thể là một loại hay nhiều loại (thường là một loại) và kéo dài hơn một năm |
| F95.2 | Rối loạn kết hợp Tic lời nói với Tic vận động nhiều loại [Hội chứng Tourette] | - Một dạng của rối loạn Tic trong đó đang có, hoặc đã có đồng thời các Tic vận động nhiều loại và một hoặc nhiều Tic lời nói, mặc dù không cần thiết chúng phải xuất hiện cùng một lúc. Rối loạn này thường trở nên nặng hơn ở tuổi thanh thiếu niên và thường dai dẳng đến tuổi trưởng thành. Các Tic lời nói thường nhiều loại với sự phát âm bùng nổ lặp đi lặp lại, hắng giọng và lẩm bẩm, và có thể phát ra những từ hoặc những câu thô tục. Đôi khi kết hợp với nhại động tác mà động tác này cũng có thể có tính chất thô tục. |       |                                             | |
| F95.8 | Các rối loạn Tic khác                                                         | |       |                                             | |
| F95.9 | Rối loạn Tic, không biệt định                                                 | Bao gồm: - Tic không biệt định |       |                                             | |

## Chẩn đoán
Tic cần được chẩn đoán phân biệt với triệu chứng giống Tourrette (tourrettism), rập khuôn, múa giật, loạn động, rung giật cơ và rối loạn ám ảnh cưỡng chế.

## Điều trị
Giáo dục và chiến lược "quan sát và chờ đợi" là phương pháp điều trị duy nhất. Khi cần, có thể điều trị rối loạn tic tương tự như điều trị hội chứng Tourette. Phương pháp điều trị đầu tiên là liệu pháp hành vi, tiếp theo là dùng thuốc (thường là aripiprazole) nếu phương pháp điều trị hành vi không thành công.
Mặc dù liệu pháp hành vi là phương pháp điều trị đầu tiên được khuyến nghị, nhưng nhiều người mắc chứng tic không thể tiếp cận tới liệu pháp này do thiếu nhà trị liệu tâm lý được đào tạo bài bản.

## Dịch tễ học
Rối loạn tic thường hay gặp ở nam giới hơn nữ giới.
Ít nhất 1/5 trẻ em gặp phải một số dạng rối loạn tic, thường gặp nhất ở độ tuổi từ 7 đến 12. Hội chứng Tourette là biểu hiện nghiêm trọng hơn của một loạt các rối loạn tic, được cho là do tổn thương liên quan đến di truyền. Tuy nhiên, hầu hết các trường hợp, hội chứng Tourette không biểu hiện nghiêm trọng. Mặc dù một số lượng lớn nghiên cứu điều tra chỉ ra mối liên hệ di truyền với các rối loạn tic khác nhau, nhưng vẫn cần nghiên cứu thêm để xác nhận mối liên hệ trên.